# Fokker C.VII
Fokker C.VII byl hydroplán vzniklý v Nizozemsku koncem 20. let 20. století, a užívaný jako námořní průzkumný a cvičný letoun pro pokračovací výcvik. Sdílel prvky úspěšného C.V, který se ale k těmto rolím nehodil. 
Jednalo se o konvenční dvouplošník s křídly o nestejném rozpětí s jednokomorovým systémem vzpěr ve tvaru „N“. Přistávací zařízení bylo tvořeno dvěma plováky. Pilot a pozorovatel seděli v otevřených kokpitech tandemového uspořádání. Křídla byla dřevěné konstrukce potažená částečně překližkou a částečně plátnem, zatímco trup byl z ocelových trubek a potažen pouze plátnem. Svislá ocasní plocha byla prodloužena i směrem pod spodní část trupu, takže ocasní plochy měly křížový tvar.
Jediným uživatelem celkem třiceti vyrobených letounů bylo Nizozemské královské námořnictvo, které je převzalo mezi lety 1930 až 1932. Prvních dvanáct převzatých kusů odeslalo do Nizozemské východní Indie, a zbytek provozovalo z domácích základen. Jeden exemplář byl použit k pokusům na palubě ponorky K XV.
V roce 1940 byl typ již  vyřazen z prvoliniové služby, ale některým se v době německého vpádu do Nizozemska podařilo uletět do Anglie, a několik zbývajících strojů v Nizozemské východní Indii bylo nadále užíváno jako cvičné až do japonské invaze v roce 1942.

## Specifikace
Údaje podle Jane's all the World's Aircraft 1928

### Technické údaje
- Osádka:  2 (pilot a pozorovatel/střelec)
- Rozpětí křídel: 12,9 m
- Délka: 9,98 m
- Výška: 4,00 m
- Plocha křídel:  37 m²
- Prázdná hmotnost: 1 102 kg
- Maximální vzletová hmotnost: 1 415 kg
- Pohonná jednotka: 1 × vzduchem chlazený sedmiválcový hvězdicový motor Armstrong Siddeley Lynx pohánějící dvoulistou vrtuli
- Výkon pohonné jednotky: 225 hp (168 kW)

### Výkony
- Maximální rychlost: 160 km/h (86 uzlů)
- Cestovní rychlost: 130 km/h (70 uzlů)
- Přistávací rychlost: 70 km/h (38 uzlů)
- Dolet: 800 km (432 nm)
- Praktický dostup: 3 600 m (v cvičné konfiguraci bez výzbroje)/3 200 m v průzkumné roli
- Zatížení křídel: 38,2 kg/m²
- Stoupavost:
  - Výstup do výše 1 000 m: 6,8 minut (cvičná konfigurace)/9 minut (průzkumná konfigurace)
  - Výstup do výše 2 000 m: 15,8 minut (cvičná konfigurace)/21 minut (průzkumná konfigurace)

### Výzbroj (průzkumná konfigurace)
- 1 × kulomet Lewis  na oběžném kruhu Scarff
- lehké pumy na podtrupovém závěsníku